# عمران (اليمن)
مدينة عمران مركز مديرية عمران ومحافظة عمران في اليمن. يبلغ تعداد سكانها 90792 نسمة حسب الإحصاء الذي أجري عام 2004.

موقع مدينة عمران في محافظة عمران

## أعلام
- حميد القشيبي